# Орловска област
Орловска област е един от субектите на Руската федерация, в Централния федерален окръг. Площ 24 652 km2 (71-во място по големина в Руската Федерация, 0,14% от нейната територия). Население на 1 януари 2017 г. 747 034 души (64-то място в Руската Федерация, 0,51% от нейното население). Административен център град Орел. Разстояние от Москва до Орел 382 km

## Историческа справка
Всичките седем града на територията на Орловска област са стари, утвърдени за такива преди ХІХ в.: Мценск (1147 г., официално утвърден за град пред 1778 г.), Новосил (1155 г., официално утвърден за град през 1777 г.), Болхов (1556 г.), Орел (1566 г.), Ливни (1586 г.), Малоархангелск (1778 г.) и Дмитровск (1782 г.). На 28 февруари (11 март) 1778 г. с указ на Екатерина II е създадена Орловска губерния, която съществува до 1928 г., когато влиза в състава на Централно-Черноземната област на СССР. Орловска област е образувана на 27 септември 1937 г. от части на Курска област, бившата Западна област и Воронежка област. На 5 юли 1944 г. части от Орловска област са присъединени към новосъздадените Калужка и Брянска област, а на 6 януари 1954 г. – към новосъздадената Липецка област.

## Географска характеристика

### Географско положение, граници, големина
Орловска област се намира в югозападната част на Европейска Русия, в Централния федерален окръг. На запад граничи с Брянска област, на северозапад – с Калужка област, на север – с Тулска област, на изток – с Липецка област и на юг – с Курска област. В тези си граници заема площ от 24 652 km2 (71-во място по големина в Руската Федерация, 0,14% от нейната територия).

### Релеф
Областта е разположена в централните части на Средноруското възвишение (средна височина 220 – 250 m) на Източноевропейската равнина. Територията ѝ представлява слабо приповдигната, силно хълмиста равнина, гъсто разчленена от сухи оврази и долове и долините на реките. По вододелите се наблюдават карстови явления, срещат се малки езера с карстов произход и широко развита ерозия.

### Климат
Климатът е умереноконтинентален. Средна януарска температура от -9 °C в западните райони до -10,5 °C в североизточните, средна юлска температура – от 18 °C на северозапад, до 19,5 °C на югоизток. Годишната сума на валежите е 570 – 580 mm на запад и 450 – 500 mm на югоизток. През топлия период (април – октомври) падат около 2/3 от тях. Продължителността на вегетационния период (минимална денонощна температура 5 °C) е 175 – 185 дни.

### Води
По територията на Орловска област протичат около 2100 реки (с дължина над 1 km) с обща дължина около 9100 km и те принадлежат към три водосборни басейна: на река Волга (около 60% от територията на областта, централните и северозападни части), на река Дон (около 31%, изток и югоизток) и на река Днепър (около 9%, на югозапад). Най-голямата река в областта е Ока (десен приток на Волга), извираща от южната част на Орловска област и течаща на север през нея на протежение от 211 km. Нейни основни притоци са: Крома, Рибница, Цон, Орлик, Неполод, Зуша, Нугър. Към водосборния басейн на река Дон принадлежи река Сосна (десен приток) с притоците си: Тим, Труди, Кшен. Към водосборния басейн на Днепър се отнасят реките Навля и Неруса (леви притоци на Десна, ляв приток на Днепър) и Свапа (десен приток на Сейм (ляв приток на Десна. Голяма част от реките в областта имат равнинен характер – малък наклон и скорост. Имат смесеното подхранване с преобладаване на снежното. За тях е характерно високо пролетно пълноводие, лятно-есенно маловодие, прекъсвано от епизодични прииждания в резултат на поройни дъждове и ясно изразено зимно маловодие. Замръзват през втората половина на ноември, а се размразяват в края на март или началото на април.
В Орловска област има над 1100 езера и изкуствени водоеми с обща площ около 55 km2, в т.ч. само 5 езера с площ над 10 дка. Те са предимно крайречни (старици) и карстови. Най-голямото естествено езеро в областта е карстовото езеро Индовище с площ от 227 дка. Най-големите изкуствени водоеми са водохранилището на река Свапа и водохранилищата по течението на река Лубна, приток на Цон от басейна на Ока.

### Почви, растителност, животински свят
В почвената покривка преобладават типичните и излужените черноземни почви (36%), тъмносивите горски почви и оподзолените черноземи (31%), сивите горски почви (13%), ливадно-подзолистите и светлосивите горски почви (6%). Най-пъстри и разнообразни по състав са почвите западните райони, а по еднородни, но по-плодородни – в източните и югоизточни райони.
Областта е разположена в зоната на смесените и широколистните гори, които на юг постепенно се сменят с лесостепи. Горите заемат 8% от територията на областта и се състоят предимно от бреза, дъб, осика, липа, а от иглолистните – смърч и бор. Почти повсеместно степите са разорани и в естественото си състояние са се съхранили в малки участъци. Има множество крайречни пасища и ливади.
В степните райони обитават лалугер, хомяк, полска мишка, къртица, светъл пор; в зоната на широколистните гори – черен пор, норка, видра, сърна, дива свиня, благороден елен, тетерев, кълвач, а в зоната на иглолистните гори – лос, бял заек, глухар, черен кълвач, вълк, лисица, енотовидно куче, ондатра, речен бобър.

## Население
На 1 януари 2018 г. населението на Орловска област наброява 747 034 души (64-то място в Руската Федерация, 0,51% от нейното население). Гъстота 30,3 души/km2. Градско население 67,42%. При преброяването на населението на Руската Федерация през 2010 г. етническият състав на областта е следния: руснаци 739 019 (93,91%), украинци 7917 (1,01%, арменци 3916 (0,5%), азербайджанци 2182 (0,28%) и др.

## Административно-териториално деление
В административно-териториално отношение Орловска област се дели на 3 областни градски окръга, 24 муниципални района, 7 града, в т.ч. 3 града с областно подчинение (Ливни, Мценск и Орел) и 4 града с районно подчинение и 13 селища от градски тип.
| Административна единица | Площ (km2) | Население (2018 г.) | Административен център | Население (2018 г.) | Разстояние до Орел (в km) | Други градове и сгт с районно подчинение |
| ----------------------- | ---------- | ------------------- | ---------------------- | ------------------- | ------------------------- | ---------------------------------------- |
| Областни градски окръзи |            |                     |                        |                     |                           |                                          |
| І. Ливни                | 32         | 47 489              | гр. Ливни              | 47 489              | 154                       |                                          |
| ІІ. Мценск              | 21         | 38 350              | гр. Мценск             | 38 350              | 49                        |                                          |
| ІІІ. Орел               | 120        | 318 633             | гр. Орел               | 318 633             |                           |                                          |
| Муниципални райони      |            |                     |                        |                     |                           |                                          |
| 1. Болховски            | 1182       | 17 067              | гр. Болхов             | 11 154              | 58                        |                                          |
| 2. Верховски            | 1072       | 15 490              | сгт Верхове            | 6951                | 92                        |                                          |
| 3. Глазуновски          | 581        | 11 873              | сгт Глазуновка         | 5378                | 62                        |                                          |
| 4. Дмитровски           | 1250       | 10 429              | гр. Дмитров            | 5181                | 91                        |                                          |
| 5. Должански            | 908        | 10 369              | сгт Долгое             | 3968                | 200                       |                                          |
| 6. Залегошченски        | 1138       | 13 820              | сгт Залегошч           | 4939                | 63                        |                                          |
| 7. Знаменски            | 817        | 4495                | с. Знаменское          | 1699                | 48                        |                                          |
| 8. Колпнянски           | 1177       | 12 828              | сгт Колпни             | 5628                | 258                       |                                          |
| 9. Корсаковски          | 691        | 4181                | с. Корсаково           | 1452                | 109                       |                                          |
| 10. Краснозоренски      | 650        | 5478                | пос. Красная Заря      | 1565                | 130                       |                                          |
| 11. Кромски             | 969        | 20 289              | сгт Кроми              | 6613                | 41                        |                                          |
| 12. Ливенски            | 1806       | 30 155              | гр. Ливни              |                     | 154                       |                                          |
| 13. Малоархангелски     | 754        | 10 080              | гр. Малоархангелск     | 3293                | 82                        |                                          |
| 14. Мценски             | 1666       | 17 980              | гр. Мценск             |                     | 49                        |                                          |
| 15. Новодеревенковски   | 1025       | 9528                | сгт Хомутово           | 4084                | 108                       |                                          |
| 16. Новосилски          | 778        | 7527                | гр. Новосил            | 3216                | 80                        |                                          |
| 17. Орловски            | 1702       | 69 906              | гр. Орел               |                     |                           |                                          |
| 18. Покровски           | 1411       | 13 216              | сгт Покровское         | 4177                | 76                        |                                          |
| 19. Свердловски         | 1062       | 15 204              | сгт Змиевка            | 5850                | 42                        |                                          |
| 20. Сосковски           | 612        | 5424                | с. Сосково             | 1734                | 59                        |                                          |
| 21. Тросненски          | 770        | 9009                | с. Тросна              | 2530                | 72                        |                                          |
| 22. Урицки              | 838        | 19 573              | сгт Наришкино          | 10 380              | 30                        |                                          |
| 23. Хотинецки           | 791        | 9421                | сгт Хотинец            | 3782                | 61                        |                                          |
| 24. Шабликински         | 846        | 7002                | сгт Шабликино          | 3005                | 68                        |                                          |

|  | Тази страница частично или изцяло представлява превод на страницата „Административно-территориальное деление Орловской области“ в Уикипедия на руски. Оригиналният текст, както и този превод, са защитени от Лиценза „Криейтив Комънс – Признание – Споделяне на споделеното“, а за съдържание, създадено преди юни 2009 година – от Лиценза за свободна документация на ГНУ. Прегледайте историята на редакциите на оригиналната страница, както и на преводната страница, за да видите списъка на съавторите. ВАЖНО: Този шаблон се отнася единствено до авторските права върху съдържанието на статията. Добавянето му не отменя изискването да се посочват конкретни източници на твърденията, които да бъдат благонадеждни. |

## Селско стопанство
Отглежда се едър рогат добитък, свине, птици, коне, овце, кози, зърнени, фуражни култури, картофи, зеленчуци.
| хиляди хектара | 1768 | 1568,5 | 1369,5 | 1201,5 | 1079,9 | 1076,5 | 1212,6 |